# Bongo e i tre avventurieri
Bongo e i tre avventurieri (Fun & Fancy Free) è un film d'animazione del 1947 diretto da Jack Kinney, Bill Roberts, Hamilton Luske e William Morgan. È prodotto da Walt Disney e distribuito da RKO Radio Pictures negli Stati Uniti il 27 settembre 1947. Fu il quarto film collettivo che Disney produsse negli anni quaranta, è il 9º Classico Disney.

## Trama
Questo film presenta due segmenti: Bongo e Topolino e il fagiolo magico. Il Grillo Parlante appare all'interno di un'enorme pianta in una grande casa, esplorandola e cantando "Non ci si deve mai crucciare" fino a quando gli capita di inciampare su una bambola, un orsacchiotto, un giradischi e alcuni dischi, e ne riproduce uno in cui si narra la storia di Bongo.

### Bongo
Questo segmento di Hamilton Luske, Jack Kinney e William Morgan, con la sceneggiatura di Lance Nolley e Tom Oreb, è basato su una storia originale di Sinclair Lewis, e segue un orsetto da circo di nome Bongo che viene elogiato per le sue esibizioni, ma è trattato male una volta sceso dal palco. Pertanto, mentre viaggia sul treno del circo, i suoi istinti naturali lo spingono a liberarsi. Non appena scappa ed entra in una foresta, passa un giorno prima che la sua valutazione idealistica della sua nuova situazione abitativa venga distrutta e lui viva alcune condizioni difficili. La mattina dopo, tuttavia, incontra un'orsetta selvatica di nome Lulubelle. I due orsi si innamorano immediatamente, finché Bongo non si imbatte presto nel suo rivale, un grosso orso chiamato Bullo. Bongo non riesce a interpretare lo schiaffo di Lulubelle come un segno di affetto e quando lei accidentalmente schiaffeggia Bullo, lui la reclama per sé. Osservando gli orsi festeggiare, Bongo arriva a capire il significato dello schiaffeggiarsi a vicenda tra orsi selvatici e torna a sfidare Bullo. Riesce a superare in astuzia il rivale per gran parte del loro combattimento, finché i due non cadono in un fiume insidioso e finiscono nella cascata. Mentre Bullo viene presumibilmente spazzato via e non viene mai più visto, il cappello di Bongo lo salva dalla caduta e finalmente rivendica Lulubelle come sua compagna. Bongo è narrato in originale da Dinah Shore, che nell'edizione italiana canta solo le canzoni, venendo sostituita nella narrazione da Gemma Griarotti. Capitani dell'animazione, Ward Kimball, Les Clark e Fred Moore. Animatori dei personaggi Phil Duncan, Art Babbitt, Judge Whitaker, Harvey Toombs, Marc Davis, Hal King e Ken O'Brien. Tra i maestri degli effetti speciali, Jack Boyd. I brani musicali furono scritti da Ray Noble, Bill Walsh, Arthur Quenzer e Paul J. Smith. I maestri delle scenografie risultano Don DaGradi e Glenn Scott. Tra gli sfondi Ed Starr e Ray Huffine. La voce è di Edgar Bergen.

### Topolino e il fagiolo magico
Questo segmento diretto da Bill Roberts ed Hamilton Luske e scritto da Homer Brightman, Bill Peet e Joe Rinaldi è un adattamento di Jack e la pianta di fagioli con Topolino, Paperino e Pippo come contadini che scoprono il castello del lunatico gigante Willie nel cielo attraverso l'uso di alcuni fagioli magici. Topolino e il fagiolo magico è narrato in sequenze live-action da Edgar Bergen che, con l'aiuto dei suoi pupazzi da ventriloquo Charlie McCarthy e Mortimer Snerd, racconta la storia all'attrice bambina Luana Patten alla sua festa di compleanno.
Topolino, Paperino e Pippo vivono in un posto chiamato "Valle Felice", che però è stato afflitto da una grave siccità, dopo che un'arpa magica d'oro, che cantava per rendere felici le persone, è stata rubata da un castello vicino a Valle Felice. I tre amici non hanno più nulla da mangiare e dopo che Paperino, impazzito dalla fame, tenta di fare un panino con piatti e posate solo per venire costretto a sputare il tutto dagli amici, disperato per la fame il papero tenta di uccidere la loro mucca domestica con un'ascia ma ancora una volta viene fermato dai suoi amici che lo bloccano a terra e Paperino afferma che non né può più e che ha fame e quindi devono assolutamente procurarsi del cibo in qualche modo, così Topolino scambia la mucca con dei fagioli magici. Purtroppo, il furibondo Paperino getta i fagioli in un buco nel pavimento. Quella notte, la pianta di fagioli germoglia e, mentre cresce, porta la casa in alto nel cielo. Il mattino seguente, Topolino, Paperino e Pippo entrano in un castello e si trovano davanti a un sontuoso banchetto. Questo suscita l'ira di Willie il gigante, che cattura Topolino, Paperino e Pippo, rinchiudendoli in uno scrigno. Topolino però non si arrende e dopo esser sfuggito alle grinfie del gigante trova la chiave per salvare i due amici, con l'aiuto del canto dell'arpa d'oro (che era stata rubata dal gigante). Una volta liberati, Paperino e Pippo si occupano dell'arpa d'oro per portarla in salvo, mentre Topolino si appresta a legare le scarpe del gigante. Ma proprio in quel momento, il gigante si sveglia che irato, comincia a inseguire il topo che corre veloce e comincia a scendere lungo la pianta di fagioli. Poi i tre eroi la tagliano con una sega prima che il gigante riesca a scendere e facendolo quindi precipitare. Poi riportano l'arpa d'oro al suo giusto posto e Valle Felice torna al suo antico splendore.
Il film si conclude con Willie il gigante che cammina attraverso Hollywood alla ricerca di Topolino, incontrando anche Bergen (il quale sviene dopo essersi reso conto che la storia era vera).

## Produzione
Nel corso degli anni quaranta Topolino e il fagiolo magico e Bongo stavano per essere originariamente sviluppati come due film divisi.
Alla fine degli anni trenta la popolarità di Topolino era caduta dietro a Paperino, Pippo, Pluto e il Braccio di Ferro di Max Fleischer. Al fine di aumentare la sua popolarità, Walt Disney e i suoi artisti avevano creato cartoni animati come L'eroico ammazzasette e L'apprendista stregone, che in seguito divenne parte del lungometraggio Fantasia. Nei primi mesi del 1940, durante la produzione di Fantasia, gli animatori Bill Cottrell e T. Hee lanciarono l'idea di un film basato su Jack e la pianta di fagioli con protagonista Topolino nei panni di Jack e con Paperino e Pippo come personaggi secondari. Quando lo proposero a Walt egli "scoppiò a ridere con le lacrime che gli scendevano sulle guance con gioia", come Cottrell e Hee ricordarono in seguito. A Walt piacque così tanto che invitò altri dipendenti per ascoltarlo. Tuttavia disse che, per quanto gli fosse piaciuto, il film non sarebbe mai stato messo in produzione perché, come Walt affermò, avrebbe "assassinato i suoi personaggi". Tuttavia, Cottrell e Hee furono in grado di convincere Walt a dare il semaforo verde, e lo sviluppo della storia di The Legend of Happy Valley iniziò il 2 maggio 1940.
Il trattamento originale rimase più o meno lo stesso di quello che diventò nel film finale. Tuttavia alcune scene furono eliminate: in una di queste, ad esempio, Topolino porta la mucca al mercato, dove incontra il Gatto e la Volpe di Pinocchio che lo convincono a scambiare la mucca con i loro "fagioli magici". In un'altra versione, anch'essa eliminata, Topolino dona la mucca alla regina (interpretata da Minni), e lei in cambio gli dà i fagioli magici. Le scene vennero tagliate in seguito, quando la durata dovette essere accorciata per unire il film a Bongo e i tre avventurieri, lasciando così inspiegata la provenienza dei fagioli.
Poco dopo il completamento della grezza animazione di Dumbo nel maggio 1941, The Legend of Happy Valley venne messo in produzione, utilizzando gran parte dello stesso cast, anche se la RKO dubitava che sarebbe stato un successo. Dal momento che si trattava di un film semplice e a basso costo, in sei mesi vennero animati cinquanta minuti del film. Poi, il 27 ottobre 1941, lo sciopero degli animatori Disney e la seconda guerra mondiale, che aveva tagliato fuori la Disney dal mercato estero, causò alla società un grave debito; Disney decise quindi di sospendere The Legend of Happy Valley.
Nel frattempo stava iniziando la produzione di Bongo, un film basato sul racconto scritto da Sinclair Lewis per la rivista Cosmopolitan nel 1930. Venne suggerito che Bongo sarebbe potuto essere un sequel di Dumbo, con parte del cast del film 1941 come personaggi di supporto, ma l'idea non venne mai realizzata completamente. Nelle prime bozze Bongo aveva uno scimpanzé come amico e partner nel suo circo. Egli Venne chiamato "Beverly" e poi "Chimpy", ma fu abbandonato poiché condensava la storia. Bongo e Chimpy incontravano anche due orsacchiotti birichini, che pure vennero eliminati. In origine i disegni per i personaggi erano più realistici, ma quando il film fu inserito in Bongo e i tre avventurieri i disegni vennero semplificati e resi più cartooneschi. Uno script quasi completato venne finito l'8 dicembre 1941, il giorno dopo l'attacco di Pearl Harbor.
In quello stesso giorno l'esercito entrò nello studio e chiese agli artisti di dare il loro aiuto con qualcosa, che avrebbe preceduto tutte le produzioni. A causa di questo Bongo venne sospeso, insieme ad Alice nel Paese delle Meraviglie, Le avventure di Peter Pan, Il vento tra i salici, I racconti dello zio Tom e The Legend of Happy Valley. Durante la guerra l'esercito chiese allo studio Disney di produrre soprattutto film di propaganda. Durante e dopo la guerra, Walt smise di produrre singoli lungometraggi narrativi a causa dei costi elevati e decise di "impacchettare" insieme dei cortometraggi animati per farne un lungometraggio, un film collettivo. Lo fece durante la guerra in Saludos Amigos e I tre caballeros e continuò a farne dopo la guerra fino a che non avrebbe avuto abbastanza soldi per produrre un nuovo lungometraggio unico. Musica maestro, uscito nel 1946, precedette Bongo e i tre avventurieri.
Walt sentiva che l'animazione di Bongo e The Legend of Happy Valley (che era stato ribattezzato Topolino e il fagiolo magico) non era abbastanza sofisticata per farne due Classici Disney standard, così gli artisti decisero che sarebbero stati più convenienti come parte di un film collettivo. In un primo momento Walt voleva che Topolino e il fagiolo magico venisse accoppiato a Il vento tra i salici (che era in produzione in quel periodo), sotto il nuovo titolo Two Fabulous Characters. Tuttavia Topolino e il fagiolo magico venne tolto da Two Fabulous Characters e invece accoppiato a Bongo. A Two Fabulous Characters venne infine aggiunto La leggenda della valle addormentata e fu rinominato Le avventure di Ichabod e Mr. Toad.
Nel segmento Topolino e il fagiolo magico, Walt Disney doppiò Topolino in una parte delle scene, facendosi sostituire in quelle rimanenti dall'artista degli effetti sonori Jimmy MacDonald a causa dei suoi altri impegni e del cambiamento della sua voce dovuto al tabagismo; fu uno degli ultimi doppiaggi di Disney che, dopo il corto Topolino fa tardi, diede nuovamente voce al personaggio solo in alcune apparizioni televisive negli anni cinquanta.
Celebrità come Edgar Bergen e Dinah Shore vennero assunte per introdurre i segmenti allo scopo di rivolgersi a un pubblico di massa. Il Grillo Parlante di Pinocchio venne anche inserito nella scena in cui canta "Non ci si deve mai crucciare", una canzone scritta per Pinocchio e tagliata dal film prima della sua uscita.

## Distribuzione

### Data di uscita
Il film uscì nelle sale americane il 27 settembre 1947, mentre in Italia uscì il 27 febbraio 1952. I Classici Disney da Pinocchio a Alice nel Paese delle Meraviglie, infatti, furono distribuiti tutti dopo la guerra ma non nel loro ordine cronologico. Bongo e i tre avventurieri fu l'ultimo di questi ad uscire: l'anno seguente tornò l'ordine con Le avventure di Peter Pan.
Le date di uscita internazionali sono state:
- 27 settembre 1947 negli USA
- 17 ottobre in Brasile (Como É Bom se Divertir)
- 25 dicembre in Argentina
- 22 gennaio 1948 nel Regno Unito
- 19 maggio in Irlanda
- 27 maggio in Australia
- 16 dicembre in Messico (Diversión y fantasía)
- 14 maggio 1949 in Danimarca (Mickey og bønnestagen)
- 29 marzo 1950 in Francia (Coquin de printemps)
- 15 maggio in Svezia (Pank och fågelfri)
- 3 agosto in Belgio (Lentekoorts) e nei Paesi Bassi
- 14 giugno 1951 a Hong Kong
- 22 febbraio 1952 in Italia
- 19 dicembre in Finlandia (Pennitön ja suruton)
- 22 maggio 1953 in Austria
- 9 agosto 1954 in Giappone

### Edizione italiana
L'edizione italiana venne curata da Roberto De Leonardis, mentre il doppiaggio del film venne eseguito dalla ODI negli stabilimenti Fono Roma. Nelle edizioni home video del 2003 il film venne presentato con un ridoppiaggio parziale per l'episodio Topolino e il fagiolo magico. Fu infatti utilizzato un doppiaggio eseguito nel 1992 dalla Royfilm per un'edizione in VHS della collana Walt Disney: I Mini Classici tratta da un episodio di Disneyland del 1963, in cui il corto veniva presentato singolarmente e con una diversa cornice narrativa affidata a Pico De Paperis è Herman lo scarabeo doppiati nella versione originale da: Paul Frees e in italiano: da Eugenio Marinelli e Lorena Bertini.  Sulla piattaforma streaming Disney+ il film è disponibile con il primo doppiaggio completo sulla versione tv e con il ridoppiaggio parziale sulla piattaforma mobile.

### Edizioni home video

#### VHS
La prima edizione VHS del film, destinata principalmente al noleggio, uscì in Italia nel giugno 1983 e venne ristampata anni dopo. La seconda edizione VHS uscì nell'aprile 1998. Vi fu infine un'ultima edizione in VHS nel 2003, pubblicata in contemporanea col primo DVD del film, presentato con le medesime caratteristiche di questo. Entrambi gli episodi vennero distribuiti come corti a sé stanti nella collana VHS "I miniclassici": Topolino e il fagiolo magico in versione ridoppiata nel settembre 1992 e Bongo nel settembre 1994. Successivamente furono riproposti nel medesimo formato nella collana Le fiabe: Topolino e il fagiolo magico nel 6º volume nel gennaio 2003 e Bongo nel 7º a maggio dello stesso anno.

#### DVD
La prima edizione DVD del film, con il ridoppiaggio parziale, è uscita il 26 febbraio 2003. Il 4 novembre 2015 torna ad essere disponibile all'interno della collezione I Classici Disney. L'episodio Topolino e il fagiolo magico viene inserito nel 6º e ultimo DVD della collana Le fiabe (uscito nel dicembre 2003), Walt Disney Treasures - Topolino star a colori vol. 2 (uscito nel giugno 2004, solo in lingua inglese) e nel 1° DVD della collana Disney - Imparare che avventura! Conta e leggi divertendoti (uscito nel giugno 2005).